# Губар Юрій Петрович
Губар Юрій Петрович — кандидат технічних наук, доцент кафедри кадастру територій, Інституту геодезії, Національного університету «Львівська політехніка», Секретар Вченої ради Інституту геодезії, секретар науково-методичної ради, заступник завідувача кафедри.

## Загальна інформація
Кандидат технічних наук, доцент Юрій Петрович Губар працює на кафедрі від часу її створення.
У 1992 році закінчив із відзнакою Львівський політехнічний інститут за спеціальністю «Астрономогеодезія».
В 2005 році захистив кандидатську дисертацію «Кадастрова багатофакторна оцінка міських земель»
Науковий керівник — доктор технічних наук, професор Перович Лев Миколайович, Національний університет «Львівська політехніка».

## Наукові інтереси
Вдосконалення методики експертної грошової оцінки нерухомості

## Вибрані публікації
Йому належить понад 40 наукових і навчально-методичних праць із проблем нормативної та експертної оцінки земель. Співавтор навчального посібника, монографії та словника-довідника.
Статті у фахових і періодичних виданнях:
- Губар Ю. П. Значення ринку землі в економіці держави. //Геодезія, картографія та аерофотознімання. Міжвідомчий наук.-техн. зб. — Львів,2002.–№ 62 — с.21-23.
- Губар Ю. П. Дослідження впливу локальних факторів на оціночну вартість земельних ділянок // Сучасні досягнення геодезичної науки та виробництва. — Львів: Ліга-Прес. — 2003. — с.264-270.
- Губар Ю. П. Динаміка базової вартості 1 м2 земельбагатоповерхової забудови міст України. // Геодезія, картографія та аерофотознімання. Міжвідомчий наук.-техн. зб. — Львів, 2003.– № 64.– с.7-11.
- Губар Ю. П. Визначення значимості факторів ринкової цінностіміських земель м. Львова методом парних порівнянь. //Геодезія, картографія та аерофотознімання. Міжвідомчий наук.-техн. зб. — Львів, 2004.– № 65.– с.91-95.
- Перович Л. М., Губар Ю. П. Вплив зонування території населеного пункту на ринкову багатофакторну оцінку. // Геодезія, картографія та аерофотознімання. Міжвідомчий наук.-техн. зб. — Львів, 2004.–№ 65.– с.88-91.

Монографії:
- Перович Л. М., Перович Л. Л., Губар Ю. П. Кадастр нерухомості.-Львів: Видавництво Львівської політехніки.-2003.-120с.
- Оцінка нерухомості/ Перович Л. М., Губар Ю. П. /Навчальний посібник. Львів: Видавництво Львівської політехніки, 2010. 296 с.

Статті у збірниках наукових праць, матеріалів і тез науково-практичних конференцій:
- Церклевич А. Л., Губар Ю. П. ГІС технології в кадастрових системах: організаційно-технологічні, нормативно-правові та фінансово-економічні аспекти: IV науково-технічний симпозіум. Геоінформаційний моніторинг навколишнього середовища — GPS і GIS технології. — Крим, Алушта,1999.